# モンマス級装甲巡洋艦
モンマス級装甲巡洋艦 (Monmouth class armored cruiser) はイギリス海軍の巡洋艦。1903年、1904年に10隻が竣工した。ドレイク級装甲巡洋艦の縮小型。艦体は小型化されたものの、速力はドレイク級と同等である。舷側に15.2cm単装砲10門を装備、15.2cm連装砲塔を、艦体の前部と後部に装備した。連装砲塔の電動装置の信頼性が低く、装甲厚も最大102mmと厚くなかったために、評価は高くなかった。

## 艦形について
艦橋構造の簡略化は本級において更に進化され、戦闘艦としての性格が色濃くなったクラスである。船体は長船首楼型である。艦首から新設計の「1901年型 Mark Ⅷ 15.2cm（45口径）砲」を英国装甲巡洋艦として初めて連装砲塔に収めた、これを1基、司令塔を組み込んだ操舵艦橋に組込まれた単棒檣、その背後にこれまた初の三本煙突と後檣の間は艦載艇スペースとなり、後檣基部に設置されたジブ・クレーンにより甲板から海上に艦載艇を下ろす。艦尾甲板から単脚式の後檣を組込んだ後部艦橋から一段下がって、後部連装主砲塔を後ろ向きに1基配置した。なお、本級にはスタン・ウォークは設置されていない。

### 主砲塔配置

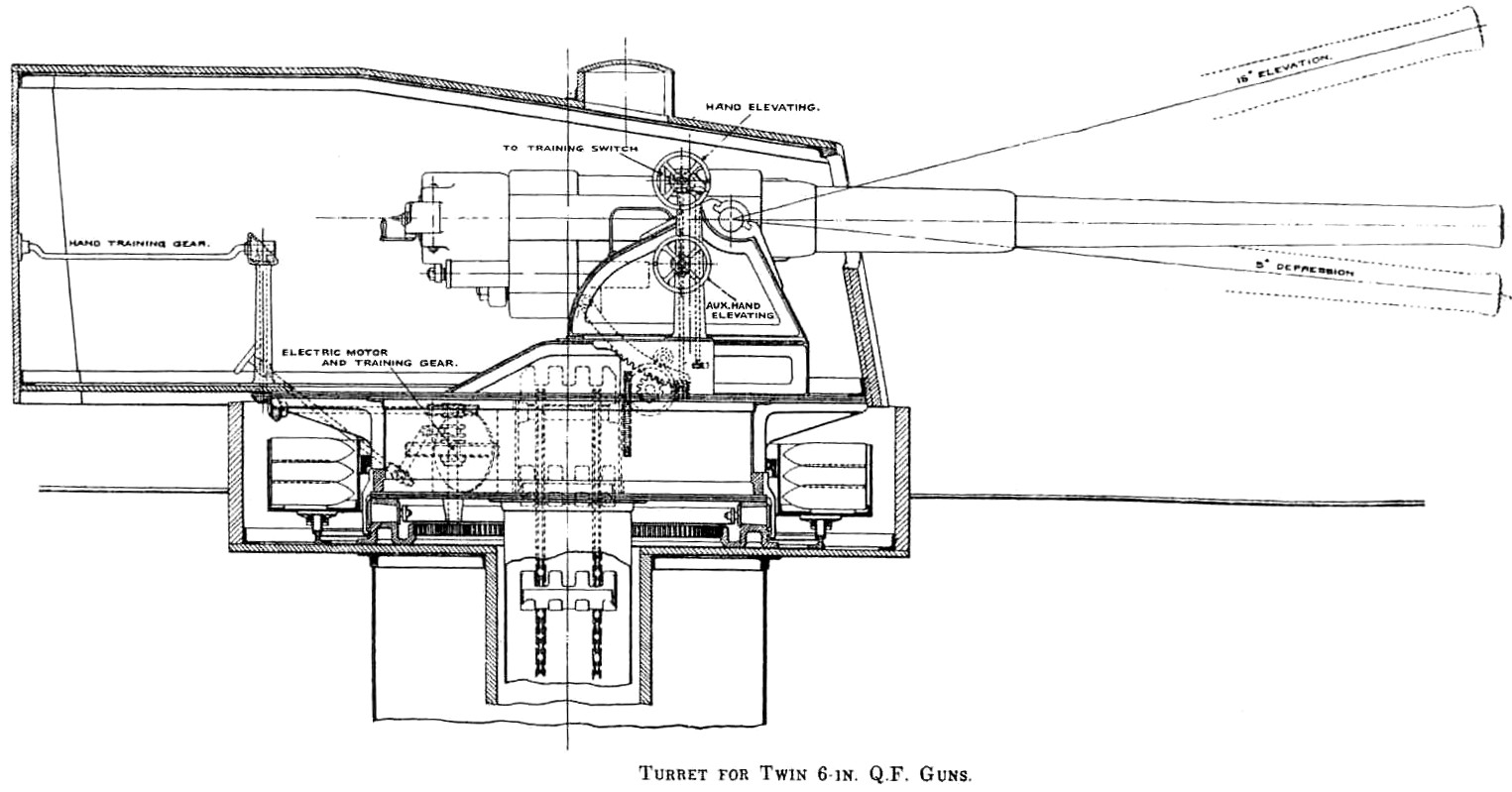
モンマス級の主砲

主砲塔は副砲と同様に「1901年型 Mark Ⅷ 15.2cm（45口径）砲」である。これを連装砲塔形式に納めた。砲塔動力は英国巡洋艦では珍しく電動方式を採用したが、重量過大になった上に旋回・俯仰角動作が遅くなり、完全な失敗作に終わった。

### 副砲等

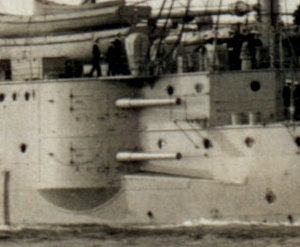
上下に積み重ねられた副砲。

副砲として速射砲化した「1901年型 Mark Ⅷ 15.2cm（45口径）砲」を採用した。搭載方式は副砲の上下段配置を8箇所から4箇所に留め、船体中央部の舷門から単装砲架で1基片舷5基の計10基とした。門数は前級の16門から10門に減少したが、連装主砲塔の同口径砲と合わせれば片舷指向門数は9門になるために問題視されなかった。その他に対水雷艇用に「1886 4.7cm（40口径）砲」を単装砲架で3門、45cm水中魚雷発射管2基を装備したのは前級と同じである。

### 艦体
船体は前級の全長162.61mに対して141.27mと短くなったが、むしろ前々級の「クレッシー級装甲巡洋艦」と全長が似通った。

### 機関
本級はボイラー方式は実験的に三種類用意された。「マンマス」「エセックス」「ベドフォード」「ケント」「カンバーランド」「ドニゴール」「ランカスター」はベルヴィール式石炭専焼水管缶31基で、「ベリック」「サフォーク」はニクローズ式水管缶31基、「コーンウォール」はバブコックス水管缶31基である。これは、1902年に海軍気缶調査委員会が提出したレポートによるもので、要約すると
- ベルヴィール缶は他の水管缶に比べて良好な点が無く、今後の搭載艦には搭載するのは望ましくない。
- 建造中で工事の進んでいない艦でも採用は中止するべし。
- 既に本形式缶を搭載して竣工した艦は交換は行わず、しばらく様子を見る。
- 今後建造する大型艦はバブコックス缶、ニクローズ缶、ジュール缶、大管ヤーロー缶のいずれかをとりあえずを使用。比較実験の後、ベルヴィール缶の後継缶を決定する。

ベルヴィール缶のトラブル発生、使用後の消耗の激しさについてが上記の理由であった。これは当時の英国の機関科員が不慣れで、自分の能力の低さを機械のせいにして押し付けていることが原因であった。単に高圧水管缶の取り扱い不慣れによるものが大で、彼らの後輩がベルヴィール缶の扱いに慣れていくと上記の不具合は減少の傾向に向かい、良好な性能が発揮された。隣国フランス生まれのボイラーが自国製品を差し置いて大型軍艦に次々と採用されたのを快く思わない人間が各部署におり、委員会のレポートに信憑性を与えてしまい、これが機関搭載への低迷性を招いてしまったのである。この不安定さは後続グループの「デヴォンシャー級」「デューク・オブ・エジンバラ級」「ウォーリア級」「マイノーター級」にまで及んだ。
他は前級と同じく直立四気筒三段膨張式レシプロ機関二基二軸の組み合わせで22,000馬力を発生し、速力23ノットを達成した。馬力が低くなったのに前級に比べて速力が変わらないのは、船体も一緒に小型化されたためである。

### 防御について
本級は舷側防御を前級の152mmから102mmに抑え、各部の装甲を抑えて軽量化に勤めた。そのために本級の評価を低める一因となった。

## 同型艦
- モンマス：第一次世界大戦中の1914年11月1日コロネル沖海戦でドイツ艦隊と交戦、沈没した。
- エセックス
- ケント
- ベドフォード：1910年1月21日事故で沈没。
- ベリック
- コーンウォール
- カンバーランド
- ドニゴール
- ランカスター
- サフォーク

## 参考図書
- 「世界の艦船増刊第46集　イギリス巡洋艦史」(海人社)